# Fistball aux Jeux mondiaux de 2022
Navigation
Wrocław 2017 Chengdu 2025
Les tournois de fistball des Jeux mondiaux de 2022 ont lieu du 10 juillet au 14 juillet 2022 sur le terrain de soccer du Birmingham–Southern College (en) (BSC).
Il y a deux nouveautés pour cette édition : d'abord, l'introduction de la compétition féminine avec six équipes ; ensuite, la compétition masculine passe de six équipes à huit.

## Organisation
Huit équipes masculines et six équipes féminines se qualifient pour les compétitions de fistball. 
- Le pays hôte, les États-Unis, est automatiquement qualifié
- L'équipe masculine et féminine qui sont champions européens 2018 sont qualifiés : l'Allemagne domine très largement dans ce sport.
- L'équipe masculine et féminine qui sont champions panaméricains 2018 sont qualifiés : le Brésil a remporté ces championnats continentaux.
- L'équipe féminine sacrée championne de l'Océanie en 2019 est sélectionné : en l'occurence la Nouvelle-Zélande.
- Le reste des quotas est attribué aux premières équipes non déjà qualifiée selon le classement du dernier championnat du monde de fistball 2019
  - Pour les hommes : Autriche (2e), Suisse (4e), Italie (5e), Chili (6e), Argentine (7e)
  - Pour les femmes : Suisse (2e), Autriche (4e)

## Tournoi masculin

### Tour préliminaire
- En gras, qualifié pour les demi-finales

|   | Équipe    | Points | J | V | D | SP | SC | +/- |
| - | --------- | ------ | - | - | - | -- | -- | --- |
| 1 | Allemagne | 6      | 3 | 3 | 0 | 9  | 0  | +9  |
| 2 | Suisse    | 4      | 3 | 2 | 1 | 6  | 3  | +3  |
| 3 | Chili     | 2      | 3 | 1 | 2 | 3  | 6  | -3  |
| 4 | Argentine | 0      | 3 | 0 | 3 | 0  | 9  | -9  |

| 10 juillet | Allemagne | 3 | 0 | Chili     |
| 10 juillet | Suisse    | 3 | 0 | Argentine |
| 11 juillet | Chili     | 3 | 0 | Argentine |
| 11 juillet | Allemagne | 3 | 0 | Suisse    |
| 12 juillet | Suisse    | 3 | 0 | Chili     |
| 12 juillet | Allemagne | 3 | 0 | Argentine |

|   | Équipe     | Points | J | V | D | SP | SC | +/- |
| - | ---------- | ------ | - | - | - | -- | -- | --- |
| 1 | Brésil     | 6      | 3 | 3 | 0 | 9  | 2  | +7  |
| 2 | Autriche   | 4      | 3 | 2 | 1 | 6  | 3  | +3  |
| 3 | Italie     | 2      | 3 | 1 | 2 | 4  | 6  | -2  |
| 4 | États-Unis | 0      | 3 | 0 | 3 | 1  | 9  | -8  |

| 10 juillet | Autriche | 3 | 0 | Italie     |
| 10 juillet | Brésil   | 3 | 1 | États-Unis |
| 11 juillet | Italie   | 3 | 0 | États-Unis |
| 11 juillet | Autriche | 0 | 3 | Brésil     |
| 12 juillet | Brésil   | 3 | 1 | Italie     |
| 12 juillet | Autriche | 3 | 0 | États-Unis |

### Matches de classement
| 7e place | 13 juillet | Argentine | 3 | 0 | États-Unis |
| 5e place | 14 juillet | Chili     | 0 | 3 | Italie     |

### Phase finale
|  | Demi-finales | Demi-finales |          |   | Finale     | Finale     |
|  | Demi-finales | Demi-finales |          |   | Finale     | Finale     |
|  |              |              |          |   |            |            |
|  | 13 juillet   | 13 juillet   |          |   | 14 juillet | 14 juillet |
|  | 13 juillet   | 13 juillet   |          |   | 14 juillet | 14 juillet |
|  | Brésil       | 2            |          |   | 14 juillet | 14 juillet |
|  | Brésil       | 2            |          |   | 14 juillet | 14 juillet |
|  | Suisse       | 3            |          |   | 14 juillet | 14 juillet |
|  | Suisse       | 3            | Suisse   | 1 |            |            |
|  | 13 juillet   |              | Suisse   | 1 |            |            |
|  |              | Allemagne    | 4        |   |            |            |
|  | Allemagne    | Allemagne    | 4        | 3 |            |            |
|  | Allemagne    |              |          | 3 |            |            |
|  | Autriche     | 1            |          |   |            |            |
|  | Autriche     | 1            | 3e place |   |            |            |
|  |              |              |          |   |            |            |
|  | 14 juillet   |              |          |   |            |            |
|  |              |              |          |   |            |            |
|  | Brésil       | 3            |          |   |            |            |
|  | Brésil       | 3            |          |   |            |            |
|  | Autriche     | 2            |          |   |            |            |
|  | Autriche     | 2            |          |   |            |            |

### Classement final
| Rang               | Équipe     |
| ------------------ | ---------- |
| Médaille d'or      | Allemagne  |
| Médaille d'argent  | Suisse     |
| Médaille de bronze | Brésil     |
| 4                  | Autriche   |
| 5                  | Italie     |
| 6                  | Chili      |
| 7                  | Argentine  |
| 8                  | États-Unis |

## Tournoi féminin

### Tour préliminaire
- En gras, qualifié pour les demi-finales

|   | Équipe     | Points | J | V | D | SP | SC | +/- |
| - | ---------- | ------ | - | - | - | -- | -- | --- |
| 1 | Autriche   | 4      | 2 | 2 | 0 | 6  | 1  | +5  |
| 2 | Suisse     | 2      | 2 | 1 | 1 | 4  | 3  | +1  |
| 3 | États-Unis | 0      | 2 | 0 | 2 | 0  | 6  | -6  |

| 10 juillet | Suisse   | 3 | 0 | États-Unis |
| 10 juillet | Autriche | 3 | 0 | États-Unis |
| 11 juillet | Suisse   | 1 | 3 | Autriche   |

|   | Équipe           | Points | J | V | D | SP | SC | +/- |
| - | ---------------- | ------ | - | - | - | -- | -- | --- |
| 1 | Brésil           | 4      | 2 | 2 | 0 | 6  | 1  | +5  |
| 2 | Allemagne        | 2      | 2 | 1 | 1 | 4  | 3  | +1  |
| 3 | Nouvelle-Zélande | 0      | 2 | 0 | 2 | 0  | 6  | -6  |

| 10 juillet | Allemagne | 3 | 0 | Nouvelle-Zélande |
| 10 juillet | Brésil    | 3 | 0 | Nouvelle-Zélande |
| 11 juillet | Allemagne | 1 | 3 | Brésil           |

### Match de classement
| 12 juillet | États-Unis | 2 | 3 | Nouvelle-Zélande |

### Phase finale
|  | Demi-finales | Demi-finales |           |   | Finale     | Finale     |
|  | Demi-finales | Demi-finales |           |   | Finale     | Finale     |
|  |              |              |           |   |            |            |
|  | 12 juillet   | 12 juillet   |           |   | 14 juillet | 14 juillet |
|  | 12 juillet   | 12 juillet   |           |   | 14 juillet | 14 juillet |
|  | Autriche     | 2            |           |   | 14 juillet | 14 juillet |
|  | Autriche     | 2            |           |   | 14 juillet | 14 juillet |
|  | Allemagne    | 3            |           |   | 14 juillet | 14 juillet |
|  | Allemagne    | 3            | Allemagne | 4 |            |            |
|  | 12 juillet   |              | Allemagne | 4 |            |            |
|  |              | Suisse       | 2         |   |            |            |
|  | Brésil       | Suisse       | 2         | 1 |            |            |
|  | Brésil       |              |           | 1 |            |            |
|  | Suisse       | 3            |           |   |            |            |
|  | Suisse       | 3            | 3e place  |   |            |            |
|  |              |              |           |   |            |            |
|  | 13 juillet   |              |           |   |            |            |
|  |              |              |           |   |            |            |
|  | Autriche     | 1            |           |   |            |            |
|  | Autriche     | 1            |           |   |            |            |
|  | Brésil       | 3            |           |   |            |            |
|  | Brésil       | 3            |           |   |            |            |

### Classement final
| Rang               | Équipe           |
| ------------------ | ---------------- |
| Médaille d'or      | Allemagne        |
| Médaille d'argent  | Suisse           |
| Médaille de bronze | Brésil           |
| 4                  | Autriche         |
| 5                  | Nouvelle-Zélande |
| 6                  | États-Unis       |

## Médaillés
| Épreuves | Or | Argent | Bronze |
| -------- | --- | --- | --- |
| Hommes   | Allemagne- Tim Albrecht - Philip Hofmann - Rouven Kadgien - Felix Klassen - Philipp Kubler - Fabian Sagstetter - Ole Schachtsiek - Jonas Schroter - Patrick Thomas - Nick Trinemeier       | Suisse- Tim Egolf - Joel Fehr - Nicolas Fehr - Luca Fluckiger - Leon Heitz - Silvan Jung - Ueli Rebsamen - Raphael Schlattinger - Cedric Steinbauer - Rico Strassmann         | Brésil- Gabriel Araujo - Bruno Arnold - Douglas Brados - Gabriel Drumm - Rafael Galvao - Gabriel Heck - Mateus Kuntzler - Sergio Mueller - Alexandre Passos - Fernando Tedesco        |
| Femmes   | Allemagne- Anna-Lisa Aldinger - Helle Grossmann - Michaela Grzywatz - Ida Hollmann - Luca von Loh - Sonja Pfrommer - Henriette Schell - Svenja Schröder - Theresa Schröder - Hinrike Seitz | Suisse- Tanja Bognar - Jamie Bucher - Noemi Egolf - Fabienne Frischknecht - Rahel Hess - Adela Lang - Sarina Mattle - Sara Peterhans - Seraina Schenker - Mirjam Schlattinger | Brésil- Cristiane Huaska - Cecilia Jaques - Melissa Knebel - Giovanna Lucchin - Isabella Lucchin - Angela Melo - Tatiane Schneider - Rejane Sinhori - Bianca Suffert - Sabine Suffert |